# Vararia gillesii
Vararia gillesii är en svampart som beskrevs av Boidin & Lanq. 1976. Vararia gillesii ingår i släktet Vararia och familjen Lachnocladiaceae.   Inga underarter finns listade i Catalogue of Life.